# Râul Gladna
Râul Gladna este un afluent al râului Bega. 

## Hărți
- Harta munții Poiana Rusca  Arhivat în 12 martie 2010, la Wayback Machine.
- Harta județul Timiș